# スプラッシュダウン・フォト
- ディズニーパーク > 東京ディズニーリゾート > 東京ディズニーランド
  - クリッターカントリー > スプラッシュダウン・フォト
  - 東京ディズニーランドのショップの一覧 > スプラッシュダウン・フォト

スプラッシュダウン・フォトは東京ディズニーランドのアトラクション「スプラッシュ・マウンテン」の落下中の場面を撮影をしたものを販売している写真サービスショップ。1994年7月21日にオープンした。提供は、富士フイルム。
撮影者は、愛称シャッター・バグ（写真の虫）のフィニアス・ファイアーフライ（蛍）。
写真を購入する場合は、ライドを降りた後に通る別室にて、ライド搭乗時に撮影した写真と共に映し出された通し番号をその場にいるキャスト（係員）に告げ、渡されるシートをスプラッシュダウン・フォトのキャストに渡すといった形式になっている。